# استانوویه
استانوویه (قزاقی: Становое) یک دریاچه در استان قزاقستان شمالی کشور قزاقستان است.